# Họa mi đất mỏ đỏ
Pomatorhinus ochraceiceps là một loài chim trong họ Timaliidae.